# Ghiacciaio Sabine
Il ghiacciaio Sabine (in inglese Sabine Glacier) (63°55′S 59°47′W) è un ghiacciaio lungo 13,5 km situato sulla costa di Davis, nella parte nord-occidentale della Terra di Graham, in Antartide. Il ghiacciaio, il cui punto più alto si trova 471 m s.l.m., si trova in particolare sul lato nord dell'altopiano Detroit e fluisce a partire dal monte Bris e dallo sperone Tsarevets, scorrendo sul versante orientale della dorsale Korten, fino ad entrare nella baia di Jordanoff.

## Storia
Nel 1829 il capitano Henry Foster chiamò "capo Sabine" un promontorio a sud-est di capo Kater ma in seguito non è più stato possibile sapere a quale promontorio Foster si riferisse. Il toponimo dato a questo ghiacciaio deriva quindi dalla volontà di preservare l'utilizzo del nome Sabine in quest'area e si riferisce a Sir Edward Sabine (1788-1883), un astronomo irlandese, membro del comitato che approvò e pianificò il viaggio di Foster del 1829 a bordo del bricco Chanticleer.